# Первый мститель
«Пе́рвый мсти́тель» (англ. Captain America: The First Avenger — «Капитан Америка: Первый мститель») — американский супергеройский фильм 2011 года, основанный на персонаже комиксов издательства Marvel Comics Капитане Америке, созданный Marvel Studios и распространявшийся Paramount Pictures. Пятый фильм кинематографической вселенной Marvel. Режиссёром выступил Джо Джонстон, а сценаристами — Кристофер Маркус и Стивен Макфили. Крис Эванс исполнил роль Стива Роджерса / Капитана Америка. В фильме также сыграли Томми Ли Джонс, Хьюго Уивинг, Хейли Этвелл, Себастиан Стэн, Доминик Купер, Нил Макдонаф, Дерек Люк и Стэнли Туччи. По сюжету во время Второй мировой войны Стив Роджерс, худощавый юноша, превращается в суперсолдата Капитана Америку. Он должен помешать нацисту Красному Черепу (Уивинг) использовать Тессеракт в качестве источника энергии для мирового господства.
Концепция фильма зародилась в 1997 году, а прокатом должна была заниматься компания Artisan Entertainment. Однако до сентября 2003 года проект был заморожен из-за судебного процесса относительно авторских прав на персонажа. В 2005 году Marvel Studios получила кредит от банка Merrill Lynch, тогда же началась разработка фильма для проката силами Paramount Pictures. Режиссёры Джон Фавро и Луи Летерье были заинтересованы в создании ленты, но в 2008 году студия обратилась к Джо Джонстону. Кастинг актёров на главные роли проходил с марта по июнь 2010 года. Производство началось в июне, а съёмки проходили в Лондоне, Манчестере, Кэрвенте, Ливерпуле и Лос-Анджелесе. Студия визуальных эффектов Lola использовала несколько различных техник для создания внешнего вида персонажа до его превращения в Капитана Америку.
Мировая премьера картины состоялась в Лос-Анджелесе 19 июля 2011 года. Фильм вышел в прокат как часть Первой фазы КВМ в США 22 июля, в России — 28 июля в формате 3D. Мировые сборы ленты составили более $370 млн. Критики особенно оценили актёрскую игру Эванса, атмосферу 1940-х годов и режиссуру Джонстона. Позднее были выпущены два продолжения — «Первый мститель: Другая война» (2014) и «Первый мститель: Противостояние» (2016). До выхода в 2025 году мультсериала «Очи Ваканды» фильм на протяжении четырнадцати лет был самым ранним проектом КВМ по хронологии его основных событий.

## Сюжет
Современные учёные находят в Арктике неизвестный объект, окрашенный в красный, голубой и белый цвета.
В 1942 году нацистский офицер Иоганн Шмидт и его приспешники нападают на город Тёнсберг в Норвегии с целью украсть Тессеракт — таинственный артефакт в форме куба, который Шмидт назвал «жемчужиной сокровищницы Одина». В Нью-Йорке, в Бруклине, молодой американец Стив Роджерс признаётся негодным к военной службе, на которую он так стремился попасть. Друг Стива, сержант Джеймс «Баки» Барнс, берёт его на выставку современных изобретений, где учёный и изобретатель Говард Старк демонстрирует экспериментальный летающий автомобиль. Роджерс предпринимает ещё одну попытку получить допуск для несения службы, а Баки пытается отговорить его. Разговор о желании Роджерса служить своей стране случайно слышит баварский учёный, доктор Абрахам Эрскин, который работает на правительство Соединённых Штатов, и предлагает Роджерсу пройти курс военной подготовки. Вместе с другими новобранцами Роджерс прибывает в военный лагерь Лихай в штате Нью-Джерси. Там, под командованием полковника Честера Филлипса и офицера Пегги Картер, он проходит курс подготовки и после проведённого эксперимента доктора Эрскина и Говарда Старка становится кандидатом на использование сыворотки суперсолдата. Изначально Роджерс был вторым после Гилмора Ходжа, однако самоотверженность и мужество Роджерса убеждают Эрскина выбрать его.
В Европе Иоганн Шмидт и учёный Арним Зола пытаются использовать возможности найденного им кубического устройства. В то же время в секретной лаборатории за антикварным магазином в Бруклине Эрскин и Старк вместе с сенатором Брандтом, сотрудником Госдепартамента США Фредом Клемсоном, а также группой наблюдателей готовятся ввести Роджерсу инъекцию сыворотки, а затем подвергнуть воздействию так называемых вита-лучей, изобретённых самим Эрскином. Сыворотка превращает Роджерса в высокого и мускулистого мужчину со сверхчеловеческой силой и выносливостью. Почти сразу выясняется, что Клемсон — убийца по имени Хайнц Крюгер, который убивает Эрскина и взрывает лабораторию, в которой проводился эксперимент. Роджерс преследует Крюгера, вытаскивает его из подводной лодки, но прежде, чем он успел что-либо сказать, Крюгер покончил жизнь самоубийством, раскусив капсулу с цианидом. Тем временем Шмидт объясняет офицерам СС, что помощь нацистов ему больше не нужна и в итоге убивает их, так как террористическая организация «Гидра», по словам Шмидта, не могла развиваться под давлением Гитлера.
Несмотря на то, что испытания сыворотки прошли успешно, без Эрскина дальнейшее её применение невозможно. Лишившись перспектив получить армию сверхсильных солдат, сенатор Брандт даёт Роджерсу выделяющийся костюм и отправляет в тур для сбора средств на военные действия и продвижения облигаций на военные займы. Как символ под псевдонимом Капитан Америка, Роджерс становится популярен: появляется в рекламных роликах, журналах, комиксах. На шоу для американских солдат в Италии в ноябре 1943 года Роджерс был холодно принят и осмеян зрителями. Там он случайно узнаёт, что Баки находится в числе солдат, захваченных Шмидтом, известным также как Красный Череп. Роджерс убеждает Пегги Картер и Старка отправить его в тыл врага и позволить спасти захваченных солдат в одиночку. Проникнув на базу, он узнаёт, что это — штаб-квартира и один из заводов по производству оружия «Гидры». Роджерс освобождает Баки, а также узнаёт, что Красный Череп — первый суперсолдат Эрскина, сбежавший от него. Вместе с Арнимом Золой Шмидт отступает, а Роджерс возвращается в американский штаб вместе с бывшими военнопленными, а также с высокотехнологичным оружием, использующим энергию куба.
Чтобы уничтожить базу «Гидры», Роджерс собирает команду, состоящую из Баки Барнса, Тимоти «Дум-Дум» Дугана, Гейба Джонса, Джима Морита, Джеймса Монтгомери Фэлсворта и Жака Дернье. Роджерс берёт в пользование щит, изготовленный из особого металла, который Старк называет вибраниум из-за его способности поглощать вибрацию. Роджерс и его команда обезвреживают все базы, кроме одной. В 1944 году им удаётся перехватить Арнима Золу и во время схватки с его солдатами в движущемся поезде Баки падает в ущелье и, предположительно, погибает.
Роджерс, используя информацию Арнима Золы, находит окончательное месторасположение Красного Черепа. Роджерс взбирается на реактивный самолёт Шмидта, когда тот взлетал с намерением уничтожить США энергией куба. Череп пытается использовать куб, однако исчезает после сильной вспышки энергии, а сам куб расплавляет самолёт и падает в Атлантический океан. Стив сообщает Картер по радиосвязи, что ему придётся утопить самолёт в океане. Они договариваются через неделю пойти на танцы, после чего связь обрывается. Пегги понимает, что Роджерс потерпел крушение и, думая, что он погиб, переживает боль утраты. Союзники США празднуют День победы в Европе, а Картер, Старк и Филлипс находят куб, но не могут определить местонахождение Стива Роджерса.
В наши дни Роджерс просыпается в комнате, где всё выглядит так, будто бы всё ещё 1940-е годы. Догадавшись, что его обманывают, Стив выбегает на Таймс-сквер, где узнаёт от директора Щ.И.Т. Ника Фьюри, что он находился в коме в течение почти 70-лет, и они хотели, чтобы Роджерс привык к новому веку. Фьюри интересуется у Стива, все ли в порядке. В ответ на это Роджерс с тоской отвечает: «Да. Только моё свидание», имея в виду поход на танцы, который он обещал Пегги Картер перед крушением самолёта в марте 1945 года.
После титров демонстрируется тизер-трейлер следующего фильма-кроссовера — «Мстители».

## Актёрский состав
| Актёр             | Роль                           |
| ----------------- | ------------------------------ |
| Крис Эванс        | Стив Роджерс / Капитан Америка |
| Томми Ли Джонс    | полковник Честер Филлипс       |
| Хьюго Уивинг      | Иоганн Шмидт / Красный Череп   |
| Хейли Этвелл      | агент Пегги Картер             |
| Себастиан Стэн    | Джеймс «Баки» Барнс            |
| Доминик Купер     | Говард Старк                   |
| Стэнли Туччи      | доктор Абрахам Эрскин          |
| Тоби Джонс        | доктор Арним Зола              |
| Нил Макдонаф      | Тимоти «Дум-Дум» Дуган         |
| Дерек Люк         | Гейб Джонс                     |
| Кеннет Чои        | Джим Морита                    |
| Бруно Риччи       | Жак Дернье                     |
| Джей Джей Филд    | Джеймс Монтгомери Фэлсворт     |
| Ричард Армитидж   | Хайнц Крюгер                   |
| Сэмюэл Л. Джексон | Ник Фьюри                      |

| Актёр           | Роль                                                               |
| --------------- | ------------------------------------------------------------------ |
| Лекс Шрэпнел    | рядовой Гилмор Ходж                                                |
| Майкл Брэндон   | сенатор Брандт                                                     |
| Натали Дормер   | рядовая Лоррейн                                                    |
| Дэймон Драйвер  | сержант Майкл Даффи                                                |
| Анатоль Таубман | Редер                                                              |
| Жан Пол         | Хуттер                                                             |
| Эрих Редман     | Шнайдер                                                            |
| Дэвид Брэдли    | Хранитель церкви                                                   |
| Марек Оравек    | Ян                                                                 |
| Мартин Шерман   | ассистент Брандта                                                  |
| Аманда Ригетти  | агент Щ.И.Т.а                                                      |
| Лора Хэддок     | поклонница с автографом                                            |
| Стэн Ли         | генерал, присутствовавший при награждении Капитана Америки (камео) |

## Производство

### Замысел
Он [Капитан Америка] хочет служить своей стране, но не так, как те джингоисты, что стоят рядом с американским флагом. Он просто хороший человек. Мы сохраняем идею оригинала: мы не поменяли путь Стива Роджерса от обычного человека к супер-солдату. Кто ты внутри — вот что действительно важно, не сила и всё остальное. Это история не об Америке, а о том, как делать правильные вещи. Здесь интернациональный актёрский состав и интернациональная история. Это история о том, что делает великой и Америку, и весь остальной мир.
Первая экранизация комиксов о Капитане Америке вышла в 1944 году и представляла собой киносериал общей длительностью 243 минуты. Позже было выпущено ещё два фильма: в 1979 году фильм из двух частей вышел на телеканале CBS, а в 1990 году был выпущен полнометражный фильм «Капитан Америка», где главную роль исполнил Мэтт Сэлинджер. В апреле 1997 года Marvel вела переговоры с Марком Гордоном и Лэри Левисоном относительно производства следующего фильма, а в качестве сценаристов были привлечены Ларри Уилсон и Лесли Боэм. В мае 2000 года студия заключила контракт с компанией Artisan Entertainment о совместном финансировании проекта. Однако в 2000 году Джо Саймон подал иск в отношении авторских прав Marvel Comics на Капитана Америку, что привело к судебному процессу, и производство фильма было заморожено. После окончания судебных разбирательств в сентябре 2003 года, студия проявила интерес к продолжению работы над фильмом. В 2005 году Marvel Studios получила денежный грант от инвестиционного банка Merrill Lynch в размере $525 млн, что позволило студии, в перспективе, снять около десяти фильмов, в том числе «Капитана Америку». Заниматься распространением фильма согласилась компания Paramount Pictures.
По первоначальной задумке фильм должен был быть одиночным и, по словам продюсера Кевина Файги, сюжет «примерно половины» фильма должен был происходить во время Второй мировой войны, постепенно переходя в наше время. Креативный директор Marvel Entertainment Ави Арад назвал Капитана Америку «человеком вне времени», а также привёл в пример трилогию Роберта Земекиса «Назад в будущее», как повлиявшую на его задумки относительно концепции фильма. В феврале 2006 года Арад вместе с Marvel планировали закончить работу над фильмом к 2008 году и назначить дату релиза на лето. В качестве режиссёра рассматривался Джон Фавро, который предложил сделать фильм с оттенком комедии, однако вместо Капитана Америки было решено снять фильм о Железном человеке, который вышел весной 2008 года. В июле 2006 года, Дэвид Селф был приглашён в качестве сценариста, и в том же году Джо Джонстон встретился с Marvel, чтобы обсудить перспективы занять режиссёрское кресло.
Подготовка к производству фильма была приостановлена в 2007—2008 годах в связи с забастовкой Гильдии сценаристов США. В январе 2008 года Marvel Entertainment достигла соглашения с Гильдией, которое обязывало сценаристов вернуться к работе над текущими проектами студии. Луи Летерье, режиссёр ещё одного фильма кинематографической вселенной Marvel — «Невероятный Халк», предложил себя в качестве режиссёра «Капитана Америки», однако ему было отказано. Персонаж Капитана Америки кратко появлялся в экранизации Летерье — замороженного во льдах Стива Роджерса можно заметить в начальной сцене фильма, где Брюс Баннер отправляется на север и, превращаясь в Халка, раскалывает ледник, однако в театральной версии сцена была удалена в процессе монтажа. Джо Джонстон подписал контракт в ноябре 2008 года, и в то же время к проекту присоединились сценаристы Кристофер Маркус и Стивен Макфили, которые переписали сценарий Дэвида Селфа. Кевин Файги прокомментировал выбор Джонстона тем, что был впечатлён его фильмами «Ракетчик» и «Октябрьское небо», а также работой над спецэффектами оригинальной трилогии Джорджа Лукаса «Звёздные войны».

Файги прокомментировал возможное негативное восприятие некоторыми странами оригинального названия фильма и влияние этого на кассовые сборы картины тем, что последние несколько проектов Marvel были успешными и сама студия хорошо принимается во всём мире, а потому с запуском нового супергероя не должно возникнуть проблем. В 2009 году, после победы Барака Обамы на президентских выборах, Файги отметил, что это стало первым шагом к переменам, которые затронут как политику, так и Голливуд. Мнение Ави Арада: 
Несмотря на свой псевдоним, Капитан Америка выступит за свободу для любой нации и был создан в 1960-х для того, чтобы бороться с произволом. И идея прекращения тирании важна сегодня так же, как и тогда, и, к сожалению, это неизменно, потому что так устроен мир.

### Подготовка к съёмкам

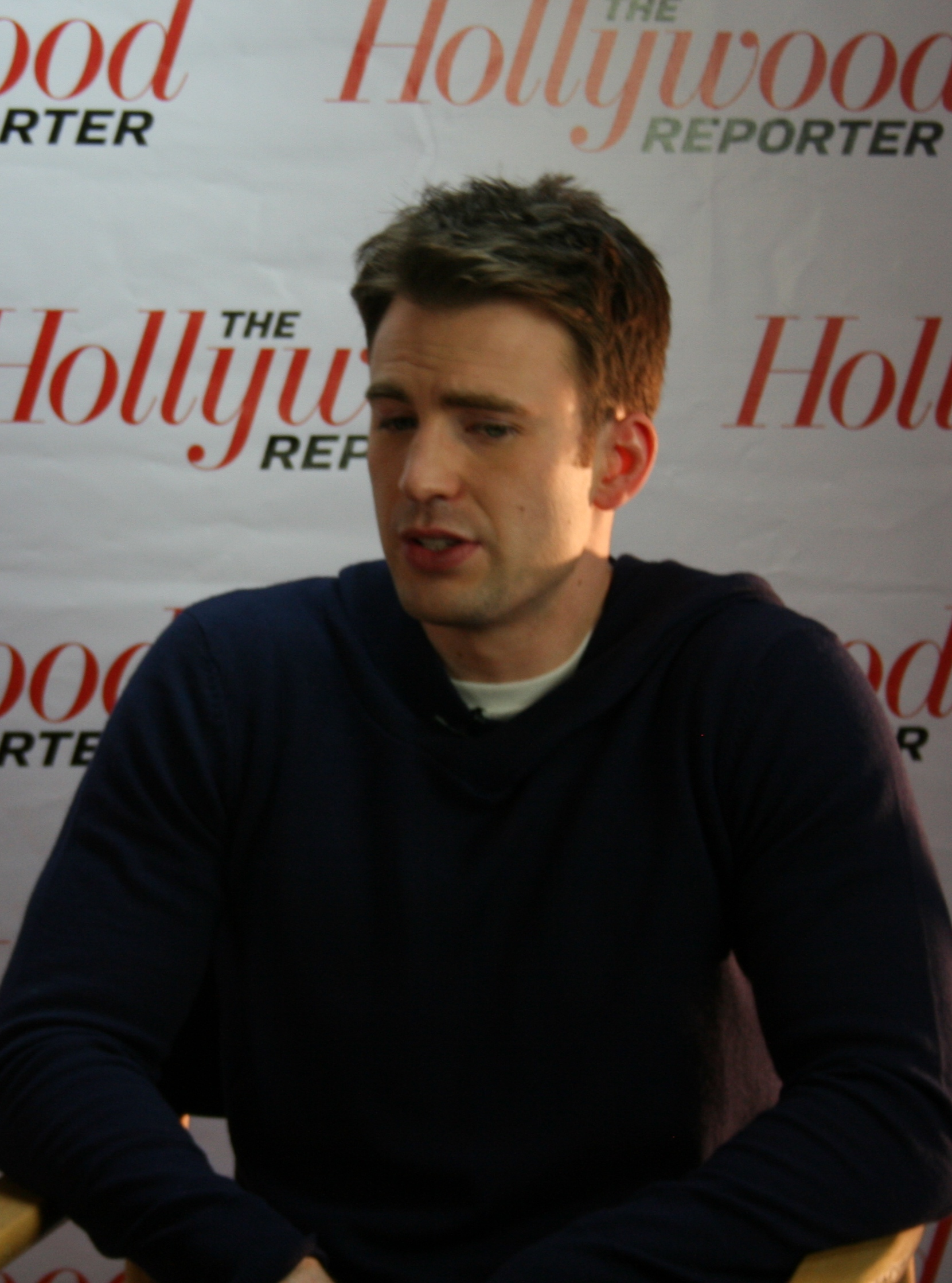
Исполнитель главной роли Крис Эванс на пресс-конференции, посвящённой фильму на San Diego Comic-Con International 22 июля 2011 года.

После выхода фильма «Железный человек» 5 мая 2008 года, была назначена дата релиза «Капитана Америки» — 6 мая 2011 года, позже перенесённая на 22 июля.
В декабре 2009 года Джо Джонстон объявил, что планирует начать съёмки в апреле 2010 года. В интервью в том же месяце он поделился деталями будущего фильма: «Рик Хайнрикс является главным по производственному проектированию, и мы создали целый нижний Манхэттен-бич вариации 1940-х годов. У нас есть восемь или девять действительно талантливых художников, и все мы просто сидели весь день и рисовали наброски, и периодически кто-нибудь говорил „Эй, было бы здорово, если бы мы могли это сделать.“ Я о том, что это был тот этап производства, где деньги не имеют значения.» Он подтвердил, что события фильма начнутся в 1942—1943 годах, во время Второй мировой войны, а главным антагонистом станет Красный Череп. В феврале 2010 года Джонстон сообщил, что в фильме появится команда Захватчиков из комиксов и будет фигурировать «всю вторую половину картины», а также, возможно, появится супергерой Нэмор как один из членов Захватчиков. В апреле 2010 года было решено изменить название фильма с рабочего «Капитан Америка» на новое — «Капитан Америка: Первый мститель». На следующий день стало известно, что Джосс Уидон частично перепишет уже готовый сценарий Джонстона, чтобы напрямую связать его с «Мстителями», однако детали сценария, изменённые Уидоном, остались неизвестными. Позже, в начале августа, Уидон уточнил, что сделал несколько «соединительных ниточек», изменив незначительные моменты, а общая сюжетная линия, написанная Маркусом и МакФили, сохранилась. Было объявлено, что по сложившейся традиции в фильме появится Ник Фьюри, что исполнитель роли Сэмюэль Л. Джексон подтвердил в апрельском интервью. Кевин Файги также подтвердил, что в фильме появится и элитное подразделение рейнджеров — Howling Commandos, которым в оригинальных комиксах руководил Ник Фьюри во время Второй мировой. Сценарист Маркус позже сообщил, что команда, которую в фильме собирает Капитан Америка и чьё название не упоминается, фактически и есть Howling Commandos, а Джонстон сказал, что она заменила Захватчиков, предполагавшихся ранее.

#### Кастинг
В марте 2010 года стало известно, что роль Стива Роджерса досталась Крису Эвансу, который уже работал с Marvel в дилогии фильмов о Фантастической четвёрке, и исполнял роль другого супергероя — Человека-факела. В интервью Эванс рассказал, что трижды отклонил предложение Marvel, прежде чем согласиться. Другими кандидатами на главную роль были Джон Красински, Скотт Портер, Майк Фогель, Патрик Флугер, а также Райан Филлип и Дженсен Эклс. В том же месяце стало известно, что роль Иоганна Шмидта, известного как Красный Череп, исполнит Хьюго Уивинг. По сюжету, Шмидт — нацистский офицер и сподвижник Адольфа Гитлера, а также глава террористической организации «Гидра», владеющей источником энергии в виде куба. Уивинг заявил, что при создании образа Шмидта пользовался деталями творчества Херцога Вернера и Клауса Мария Брандауэра . Уивинг прокомментировал своего персонажа: «Думаю, главное различие Черепа и Кэпа [Капитана Америки] в том, что они оба подверглись воздействию сыворотки, только в каждом из них она повлияла на определённые качества. Кэп гораздо более близок к гармонии с людьми, а Шмидт, как мне кажется, в гармонии только с самим собой, с собственными нуждами и с собственным эго.»

«Она может сделать всё то же, что и Капитан Америка, только на высоких каблуках». — Хейли Этвелл о своей героине Пегги Картер.

После того, как Стив Роджерс стал Капитаном Америкой, отношения между друзьями изменились: Баки фактически остался на вторых ролях.

В апреле 2010 года стало известно, что Себастиан Стэн, который был одним из кандидатов на роль Капитана Америки, ведёт переговоры на роль в фильме, которая пока не уточнялась. Позже, Стэн получил роль Джеймса (Баки) Барнса — друга и соратника Стива Роджерса. Несмотря на то, что Баки в фильме, предположительно, погибает, Стэн сообщил, что заключил контракт на съёмку в «пяти или шести» фильмах Marvel и Баки ещё появится. В интервью он рассказал, что не знаком с оригинальной комикс-версией своего персонажа, однако, в качестве подготовки к роли, просмотрел несколько художественных и документальных фильмов о Второй мировой войне, включая сериал «Братья по оружию». Он также прокомментировал отношения Баки и Стива Роджерса: «Стив и Баки — сироты и почти как братья. Они вместе росли и присматривали друг за другом<…> И я хотел обратить внимание на то, как изменились их отношения, когда Стив стал Капитаном Америкой.» В том же месяце в обойме фильма появилась Хейли Этвелл, которая получила роль Пегги Картер — агента стратегического научного резерва и подруги главного героя. В одном из интервью, Этвелл охарактеризовала свою героиню изменённой цитатой Джинджер Роджерс: «Она может сделать всё то же, что и Капитан Америка, только на высоких каблуках. Она потрясающая. Она может стоять с пулемётом наперевес против нацистов, и в перерыве отойти в уборную, чтобы поправить помаду.» Среди конкуренток Этвелл были Эмили Блант, Кира Найтли и Элис Ив.
В мае 2010 Marvel Studios официально подтвердила, что с Хьюго Уивингом и Крисом Эвансом подписан контракт, а также что Тоби Джонс ведёт переговоры чтобы сыграть Арнима Зола — учёного, работающего на Шмидта. Джон Фавро рассказал, что в фильме появится молодой Говард Старк — отец Тони Старка, и его роль исполнит Доминик Купер. Персонаж Говарда Старка уже появлялся в кино — в эпизодической роли в фильмах «Железный человек» и «Железный человек 2». Купер поделился мыслями о своей роли: «Это как раз та возможность, когда можно увидеть будущее. Я знаю парня, который будет моим сыном, и видел своего персонажа более взрослым в фильме „Железный человек 2“. Всё, что я о нём знаю — он фантастический инженер и изобретатель, что-то вроде Говарда Хьюза в отношении авиации и женщин.» В одном из интервью, Хейли Этвелл рассказала, что в фильме появится Томми Ли Джонс, однако его роль не уточнялась. Позже было анонсировано, что Джонс исполнит роль полковника Честера Филлипса. Джонс описал своего персонажа как «грубый и слегка саркастичный, скептически настроенный офицер, такой, которых вы тысячу раз видели в фильмах». В июне Нил Макдонаф сообщил, что ведёт переговоры, чтобы сыграть Дум-Дум Дугана, а четыре дня спустя был принят на роль. В тот же день к актёрскому составу присоединился Стенли Туччи, который должен был сыграть доктора Абрахама Эрскина, создавшего сыворотку «супер-солдата». По словам Туччи, это была подходящая возможность сымитировать немецкий акцент, что он давно хотел попробовать.
Первым в состав «Howling Commandos» вошёл Кеннет Чои, который был принят на роль Джима Мориты — американского солдата японского происхождения. Чои рассказал, что был последним актёром, прослушивающимся на роль, и на кастинге читал диалог из фильма «Спасти рядового Райана». Роль Жака Дернира, французского члена команды, досталась Бруно Риччи, прослушивание которого состоялось во время съёмок Риччи во французском телесериале «The Hawk». Роль британца Монтгомери Фэлсворта, в оригинале известного как Юнион Джек, получил Джей Джей Филд, который после съёмок признался, что роль потребовала серьёзной физической работы. В сентябре к фильму присоединился Дерек Люк, получивший роль афроамериканского солдата Гейба Джонса, который в оригинальных комиксах является агентом Щ.И.Т. По словам Люка, Джонс не был включён в сценарий и добавлен в самый последний момент, а большая часть характера персонажа была разработана в ходе съёмок. В ноябре 2010 года к актёрскому составу присоединился британский актёр Ричард Армитидж, который появится в фильме в роли Хайнца Крюгера, наёмника Шмидта, а также Стэн Ли в своём аккаунте в «Твиттере» сообщил, снова исполнит в фильме камео.

### Съёмки
Съёмки стартовали 28 июня 2010 года, почти на 4 месяца позже, чем изначально планировал Джонстон. В тот же день, Marvel подтвердила, что Томми Ли Джонс сыграет в фильме роль полковника Честера Филлипса, а также официально подтвердила, что подписан контракт с Домиником Купером на роль молодого Говарда Старка. Съёмки в Лондоне были запланированы на конец июля и включали в себя сцены на ключевых достопримечательностях города. Съёмка военных сцен была перенесена на сентябрь и проводилась в нескольких местах: в деревне Каеруэнт в Уэльсе, в северной части Манчестера, там же, где снимались фильмы «Красавчик Алфи» 2004 года и «Шерлок Холмс» 2009 года, а также в корабельном доке «Стэнли» в Ливерпуле, который был стилизован под Нижний Ист-сайд Манхэттена времён 1940-х годов. Были запланированы съёмки в доке «Альберт» в Ливерпуле, однако, позже были отменены.
Во время летнего перерыва в съёмках и участия в San Diego Comic-Con International, Крис Эванс рассказал, что в фильме Капитан появится в двух вариантах костюма — классическом из 40-х годов и более современном, а также с двумя вариантами щита — неканоничным и более привычным из вибраниумо-стального сплава. Смена костюма будет происходить во время этапа перехода от Стивена Роджерса к Капитану Америке: с момента введения сыворотки и нахождения в тылу, и после того, как он попал непосредственно на войну.
Джо Джонстон в интервью рассказал о начальном этапе съёмок:
В первый день на съёмочной площадке мы снимали сцены в оккупированной Италии, конкретно — где группа бывших военнопленных вместе с Капитаном Америкой двинулась обратно в лагерь. Кроме статистов было ещё несколько парней, например, Нил Макдонаф из «Отчаянных домохозяек». Все были в обычной одежде, а Крис был одет в кожаную куртку поверх формы Капитана Америки и военные брюки. Целый день мы занимались съёмками сцены с различных точек всего пути следования группы — мимо танков и грузовиков с изображением логотипа в виде черепа и осьминога. В течение второго дня мы снимали сцену выступлений Капитана перед солдатами. Это было довольно скучно, но можно было посмотреть на Криса в костюме Капитана Америки в стиле 1940-х годов — мягкая сверху ткань, короткие голубые шорты, синие гетры и красные сапоги. Вы знаете, что я думаю по этому поводу? Это чертовски здорово!
В июле 2010 года, Кевин Файги сообщил, что «Первый мститель» и «Тор» будут выпущены в формате 3D. Джонсон провёл пробную съёмку на 3D-камеру в течение одного дня, и нашёл её «ужасной» из-за громоздкого механизма и проблемами с калибровкой, и дальнейшие съёмки велись на стандартную 2D-камеру. Несмотря на это, Джонстон не возражал против последующего преобразования в 3D. Кевин Файги заверил, что преобразование не затронет качество изображения и фильм изначально был задуман в 3D, а работе над сопутствующими визуальными эффектами будет посвящено «беспрецедентное количество времени».
В конце августа 2010 года была анонсирована информация, что съёмочная группа ведёт набор статистов «восточной, еврейской и итальянской внешности в возрасте от 16 до 100 лет» для участия в съёмках, которые были намечены на 6 сентября. В том же месяце на Трафальгарской площади Лондона проходили съёмки одной из финальных сцен фильма — празднования Дня Победы в Европе.

### Завершение производства

Крис Эванс, для создания эффекта худобы Стива Роджерса до принятия сыворотки, был визуально «уменьшен» в процессе обработки материала: вверху — отснятый кадр, внизу — обработанный.

В ноябре 2010 года, актёр Стэнли Туччи сообщил, что съёмки сцен фильма с его участием завершились, а остальная часть картины будет закончена в течение трёх недель. В феврале 2011 года, Алан Сильвестри был приглашён для написания музыки к фильму. В марте стало известно, что несколько актёров будут приглашены для пересъёмки некоторых сцен в Великобритании и Соединённых Штатах, в частности, финальная сцена на Таймс-сквер была отснята 23 апреля 2011 года.
Над визуальными эффектами к фильму работали тринадцать различных компаний, и, в общей сложности, было обработано около 1600 кадров отснятого материала. Над визуализацией внешности Красного Черепа и деформацией его лица работала компания CGSociety, по словам которой, самой сложной деталью работы стало постоянно меняющееся освещение декораций, в результате чего потребовалось около недели для того, чтобы сделать несколько вариантов освещения для ключевых кадров Черепа. Маска Черепа состояла из латекса с объёмным гримом, подготовленным Дэвидом Уайтом. Маска выглядела громоздко и в процессе была обработана для большей реалистичности и эффекта настоящего костного черепа — отретушированы скулы Уивинга, нос, подбородок и убраны ресницы. Шон Фейден, один из техников CG, поделился деталями работы над другими сценами фильма, в частности, над масштабом и светом. Так, иногда приходилось из материала, отснятого днём, делать ночные сцены, и наоборот, а из декораций и зелёного экрана делать огромный ангар или самолёт с размахом крыльев в 165 метров.
Щит Капитана Америки, который он использовал в качестве оружия и для защиты, состоял из металла, стекловолокна, резины и впоследствии был обработан при помощи компьютерной графики. Кристофер Таунсенд, один из специалистов, работавших над созданием реалистичных движений щита, пояснил, что сцены, где Крис использовал щит, снимались дважды: от лица Криса, который двигался в соответствии с указанной траекторией щита, и от лица зрителя, чтобы показать сам полёт щита, смоделированный и добавленный позже при помощи компьютерной графики.
Режиссёр Джо Джонстон прокомментировал процесс создания эффекта худого телосложения Криса Эванса до воздействия сыворотки:
Первый способ предложила и сделала компания LOLA, которая специализируется на подобной «пластической хирургии». Принцип её работы основан на уменьшении актёра во всех измерениях. Сцены с участием «худого» Криса снимались как минимум четыре раза: первый раз это была обычная сцена с Крисом и другими актёрами в кадре, второй раз — это съёмки одного Криса на зелёном экране, в результате чего у нас появляется оцифрованная версия персонажа и сцены действия и мы может подставлять в неё что угодно, третий раз — это та же первая сцена, но уже без участия Криса Эванса, так как у нас есть оцифрованная его версия, которую мы можем добавить после, и наконец четвёртый раз — с заменой актёра дублёром, который имитирует действия Криса. Когда Крис участвовал во взаимодействии с другими актёрами, то мы должны были сделать его ниже или же поставить других актёров на ящики из-под яблок, чтобы те казались выше и выглядели более мощного телосложения по сравнению с Эвансом. При съемке крупного плана коллеги-актеры Криса должны были смотреть на отметки на его подбородке, которые изображали, где будут его глаза после процесса сжатия, а Крису приходилось смотреть на отметки на лбу коллеги, чтобы представить,где будут их глаза... Второй способ заключался в том, чтобы использовать оцифрованную версию головы Криса на теле двойника-дублёра. Этот способ был использован преимущественно в сценах, где Крис либо сидел или лежал, либо делал минимальные физические действия.

## Музыка
В июне 2011 компания Buena Vista Records анонсировала детали музыкального сопровождения фильма «Первый мститель». Альбом включает оригинальные композиции Алана Сильвестри, а также песню «Star Spangled Man» с музыкой Алана Менкена и словами Дэвида Зиппела. Саундтрек был записан в Air Studios в Лондоне и выпущен 19 июля 2011 года.

## Маркетинг
Фильм получил прокатный рейтинг . Мировая премьера состоялась 19 июля 2011 года в кинотеатре «Эль-Капитан» в Голливуде, Лос-Анджелес, штат Калифорния, и транслировалась в прямом эфире на официальном сайте Marvel. Фильм был показан на San Diego Comic-Con International 21 июля 2011 года; широкий прокат в США и Канаде стартовал 22 июля, а в России — 28 июля. «Первый Мститель» стал первым фильмом в России, который был передан в кинотеатры через Интернет с помощью системы цифровой доставки, а не посредством физических носителей.
Компания Paramount была против изменения официального названия фильма на территории некоторых стран, и вместо этого сама предложила локальным дистрибьюторам альтернативное название «Первый мститель». На большинстве международных рынков было решено сохранить оригинальное название фильма, полагая, что это поможет идентификации франшизы и привлечению зрителей, а также имеет непосредственное отношение как к сюжету фильма, так и к предыдущим и будущим картинам. Несмотря на это, в России, на Украине, в Казахстане и Южной Корее фильм вышел в прокат под названием «Первый мститель». Издание The New York Times объяснило это политическими мотивами, хотя ни Marvel, ни Paramount не дали официальных разъяснений по этому поводу. Кроме того, выход фильма в Китае находился под угрозой срыва из-за политики страны, которая допускает прокат не более 20 иностранных фильмов в год, однако прокат всё же стартовал с 9 сентября.

### Рекламная кампания

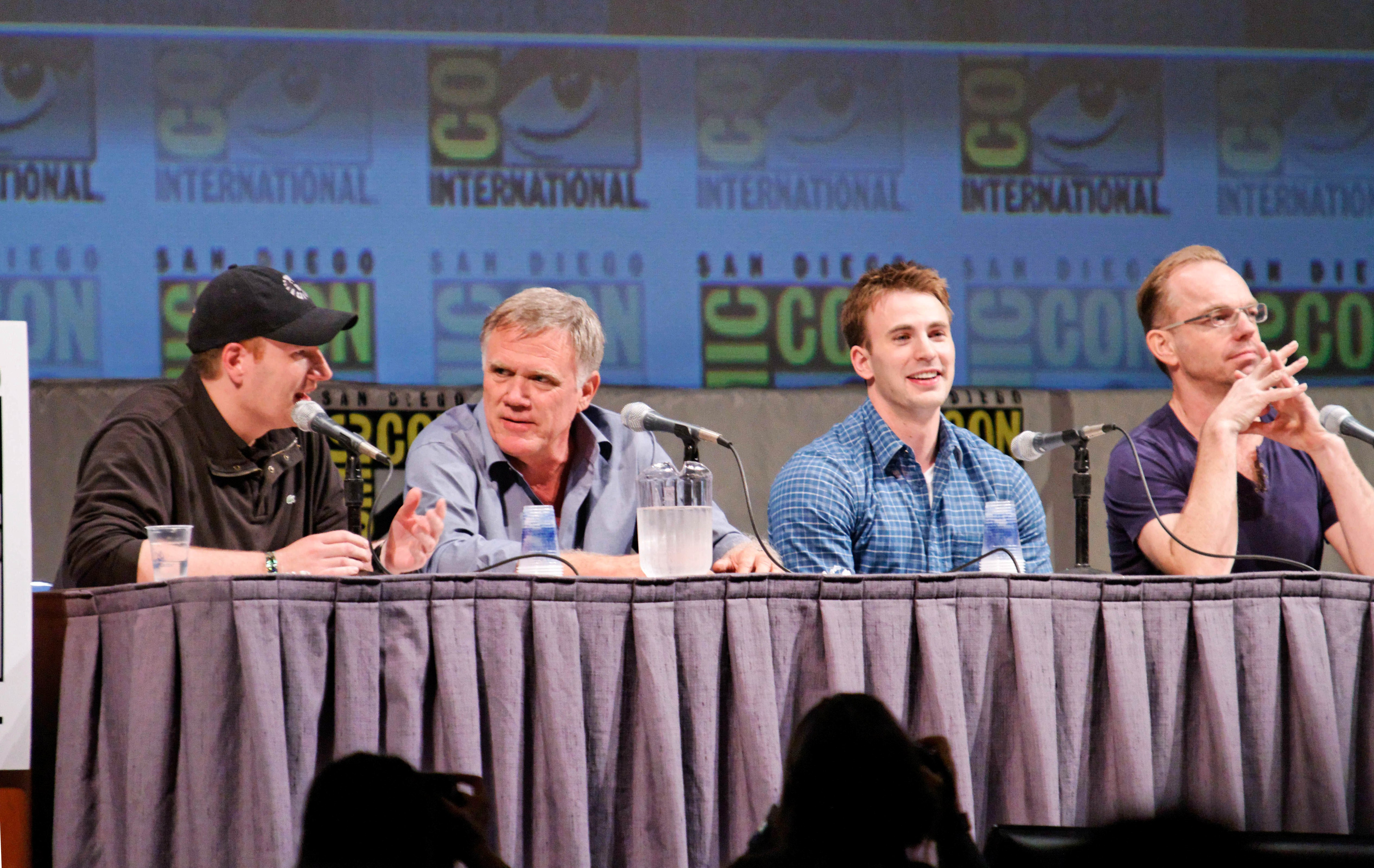
Кевин Файги, Джо Джонстон, Крис Эванс и Хьюго Уивинг на San Diego Comic-Con International в 2010 году.

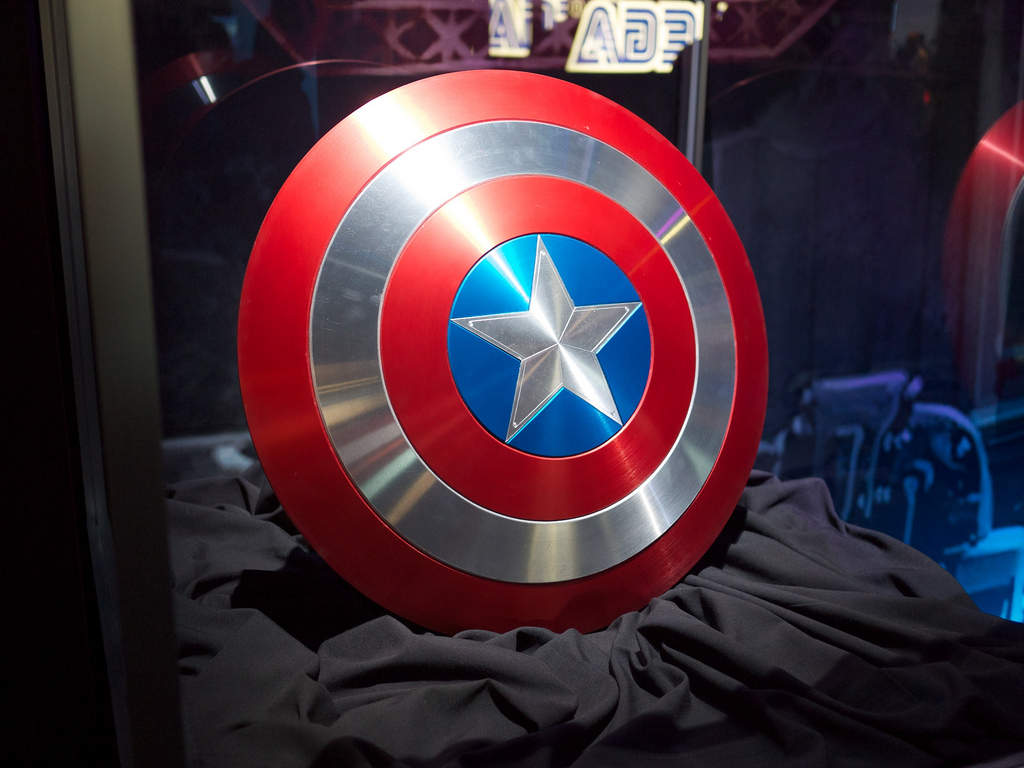
Щит Капитана Америки на стенде фильма на выставке Electronic Entertainment Expo 8 июня 2011 года.

Первый футаж фильма был показан в 2010 году на San Diego Comic-Con International, где прошла дискуссионная пресс-конференция с актёрским составом фильма и съёмочной группой. На мероприятии Джонстон отметил, что съёмки фильма начались за четыре дня до начала мероприятия. Первый телевизионный ролик фильма был показан во время матча Супер Боул XLV на телеканале Fox. По сообщению Paramount, за тридцать две секунды ролика компания заработала порядка $3 млн прибыли. Первый постер фильма был выпущен в феврале 2011 года, а полноценный трейлер — в марте. В честь 70-летнего юбилея Капитана Америки, в июне 2011 года на фестивале Hero Complex Film Festival был выпущен ретропостер фильма, нарисованный художником Паоло Ривера в духе фильма «Касабланка» 1942 года. Проект Риверы, детали которого не уточнялись, был анонсирован ещё в декабре 2010 года, однако выпущен только летом 2011. Сто коллекционных копий постера в натуральную величину были проданы на аукционе или подарены участникам проекта, в том числе Стэну Ли. Перед премьерой «Первого мстителя» был выпущен трейлер фильма о Капитане Америке 1990 года, и сама картина была переиздана на DVD-дисках, которые доступны с 19 июля 2011 года.
Во время празднования недели флота в Нью-Йорке девушки, одетые в форму Объединённой организации обслуживания из фильма, занимались представлением авианосца USS Intrepid. В июне 2011 года компании Dunkin' Donuts и Baskin-Robbins совместно с Marvel запустили акцию по поиску настоящих суперсолдат. В рамках конкурса выбирались ветераны или отличившиеся военнослужащие армии Соединённых Штатов, а в июле 2011 года в честь Дня Независимости страны были приглашены на матч бейсбольной команды Чикаго Уайт Сокс. Кроме того, Marvel подготовили рекламную кампанию совместно с Harley-Davidson, и ещё одну с Dunkin' Donuts, в рамках которой логотип фильма был нанесён на упаковки продукции компании.
В феврале 2010 года, в один день с первым показом телевизионного трейлера, Marvel запустила цифровой комикс Captain America: First Vengeance (рус. Капитан Америка: Первое возмездие), состоящий из восьми частей. Автором комикса стал Фред ван Ленте совместно с командой художников. События сюжета разворачиваются в кинематографической вселенной Marvel, а каждый из восьми выпусков посвящён отдельным персонажам фильмов — героям или злодеям, и описывал события, которые предшествовали началу того или иного фильма. Компания Sega выпустила видеоигру по мотивам фильма — «Captain America: Super Soldier» для платформ Xbox 360, PlayStation 3, Wii и Nintendo DS. Релиз игры состоялся 19 июля, а актёры Крис Эванс, Себастиан Стэн, Нил МакДонаф, Хейли Этвелл и Джей Джей Филд озвучили персонажей, сыгранных ими в фильме.

## Реакция

### Кассовые сборы
В первый день проката в Северной Америке согласно показателям в полночь 22 июля 2011 года, фильм заработал $4 млн, что выше чем у всех экранизаций комиксов, вышедших в этом году — «Тора», «Зелёного Фонаря» и «Люди Икс: Первый класс», которые заработали в среднем от $3,25 млн до $3,5 млн. В пятницу фильм занял первое место в американской прокатной кассе, собрав почти $26 млн, и обойдя финальную часть франшизы о Гарри Поттере. За первый уик-энд проката сборы фильма составили $65,1 млн, что ставит его на вторую строчку среди экранизаций комиксов о супергероях после «Тора», который в дебютный выходной заработал $65,7 млн. За 66 дней проката фильм собрал $174 792 962 на американском рынке и $193 915 000 на международном, в том числе $8 634 839 в России, а общая сумма кассовых сборов по всему миру составляет $370 569 774.

### Отзывы и критика
| Рейтинги                | Рейтинги       |
| Издание                 | Оценка         |
| ----------------------- | -------------- |
| allmovie                | [ 115 ]        |
| Rolling Stone           | [ 116 ]        |
| eFilmCritic             | [ 117 ]        |
| Internet Movie Database | [ 118 ]        |
| Empire                  | [ 119 ]        |
| IGN                     | [ 120 ]        |
| New York Times          | [ 121 ]        |
| Filmcritic              | [ 122 ]        |
| Los Angeles Times       | нейтральная    |
| Rotten Tomatoes         | [ 124 ]        |
| Yahoo! Movies           | С+ (макс. — А) |
| Metacritic              | [ 126 ]        |

Фильм получил преимущественно положительные отзывы критиков. На сайте Rotten Tomatoes рейтинг картины составил 78 %, а средняя оценка — 6.9 баллов из 10 на основе 206 обзоров. Metacritic, который выставляет оценки на основе среднего арифметического взвешенного, дал фильму 66 баллов из 100 на основе 36 рецензий.
Роджер Мур из Orlando Sentinel положительно оценил фильм: «Джонстон умно и ловко совместил приключенческую картину с настоящим ощущением комка ностальгии в горле и с любимыми ссылками на „Звёздные войны“ и „В поисках утраченного ковчега“.» Рецензия Энтони Скотта, из The New York Times, озаглавленная «Эй, Бруклин, где достал такие мускулы?» (англ. Hey, Brooklyn, Where’d You Get Those Muscles?), была более нейтральной: «Это история происхождения режиссёра Джо Джонстона с Крисом Эвансом в главной роли и его типичной квадратной челюстью, а также с бросанием щита и красно-бело-голубым Капитаном. Довольно весело.» Однако, он оценил игру Хьюго Уивинга, а также общую стилистику фильма, выдержанную в духе 1940 года, которая, по его мнению, «не только делает фильм очередным блокбастером, но и отдаёт дань уважения».
Мнение обозревателя Chicago Sun-Times Роджера Эберта:
Я наслаждался фильмом. Я оценил декорации и костюмы 1940-х годов, которые разбавили типичные общие городские пейзажи. Джо Джонстон восхитительно построил стиль повествования, добившись масштабной истории, а не набора разрозненных частей. Если Marvel умны, они возьмут «Капитана Америку» и «Железного человека» в качестве шаблона для последующих картин.
Обозреватель еженедельника The Village Voice Кэрин Лонгворт дала отрицательный отзыв картине: «В результате эксперимента, Роджерс становится похож на кукольного Кена, <…> а потом без какой-либо особенной подготовки, после шутовских выступлений с целью анды военных займов, спасает 400 человек и получает сомнительную поддержку, и фильм, наконец, подходит к своей развязке. Главным злодеем стал Иоганн Шмидт a.k.a Красный Череп, чья оккультная одержимость чересчур завышена даже для Гитлера». Большинство оставивших отрицательные отзывы отмечали ошибочное решение создателей выпустить фильм в 3D, а также решение использовать Криса Эванса в главной роли, который уже известен зрителям в роли другого супергероя — Человека-факела. Обозреватель сайта Indyweek.com Нил Моррис усмотрел в фильме характерные черты дизельпанка в стиле картины «Небесный капитан и мир будущего», и так же нашёл эффект 3D бесполезным. Питер Дебург из Variety и Кирк Ханникатт из The Hollywood Reporter отметили, что по сравнению с предыдущими фильмами кроссовера, «Первый мститель» выглядит блёклым, но свою роль в качестве приквела к «Мстителям», картина исполнила «как по нотам», максимально приблизив зрителя к ожидаемой развязке.
Кеннет Туран из Los Angeles Times также назвал эффект 3D совершенно неуместным, а также посчитал некоторые моменты откровенно глупыми, в частности, возглас «Хайль Гидра!» с характерным жестом правой рукой:
По сути, цель всех предыдущих фильмов не просто доставить зрителю удовольствие в кинотеатре, но и подготовить его к «Мстителям», которые выйдут в следующем году, и которые объединят Капитана Америку с Тором, Халком, Железным человеком и других комикс-персонажей в громадный финансовый куш Marvel. Это понятно с точки зрения бизнеса, однако Капитан Америка — неожиданно скромный герой и трудно не надеяться, что именно ему на экране будет уделено максимальное количество времени.
Рецензент русскоязычного журнала «Афиша» Анна Сотникова дала фильму четыре звезды из пяти возможных, назвав его «ностальгической экранизацией военной пропаганды»:
Суть рассказа умещается в одном диалоге: «Ты бы мог захватить мир?» — «Зачем мне мир? Я простой парень из Бруклина, меня дома девушка ждёт». Но при этом история патриотического воспитания, рассказанная Джонстоном в ностальгическом ключе, за счёт своей искренности выглядит прощальным гимном эпохе классических комиксов и той нарядно-идиотской Америке, где пустой героизм был в радость, а умереть за страну, где все девушки были красивыми, а злодеи — зловещими, считалось обычным делом.
Резко отрицательный отзыв достался фильму от русскоязычного издания TimeOut: обозреватель Дарья Серебряная отметила «невнятность» режиссёра и слабую игру Криса Эванса, а также сравнила фильм с недавней экранизацией комиксов о Зелёном Фонаре, которая провалилась в прокате, однако, по её мнению, «аккуратное военное ретро» пошло на пользу фильму. Сергей Оболонков из интернет-издания Lenta.ru высказал мнение, что картина будет интересна преимущественно североамериканским зрителям, а также поклонникам оригинальной истории, в то время как для большинства остальных регионов «„Первый мститель“ покажется самой скучной и необязательной работой студии Marvel». Лидия Маслова из издания «Коммерсантъ» также холодно отнеслась к фильму, сравнив антигероя с говорящим помидором, а диалоги — с сахарной ватой. Владимир Лященко из интернет-издания Газета.ru положительно оценил фильм, назвав его «ностальгическим взглядом на старое кино». Иван Чувиляев из издания Фонтанка.ру тепло встретил «Первого мстителя», назвав его «образцом того, как надо снимать патриотическое кино, чтобы оно не выглядело плакатно». Лариса Малюкова из «Новой газеты» также тепло отнеслась к картине, посоветовав российским кинематографистам брать с неё пример. Олег Зинцов из газеты «Ведомости» назвал фильм «историей о силе глупости и пропаганды». Анна Гоголь из издания «Ваш досуг» положительно отнеслась к «Первому мстителю», но посетовала, что фильму «тесно в 40-х годах и он лучше бы смотрелся в современном антураже». Сергей Степанов из журнала «Fashion Time» назвал ленту «способом убить пару жарких летних часов в прохладном кинозале».

### Издания
В августе 2011 года стало известно, что DVD, Blu-ray и Blu-ray 3D диски с фильмом доступны с 25 октября 2011 года. Комплекты содержат аудиокомментарии режиссёра, удалённые из театральной версии сцены, подробности работы над спецэффектами, видео со съёмок картины и трейлер анимационного сериала о Мстителях. Также в релиз вошёл второй короткометражный ролик в рамках проекта Marvel One-Shots — Marvel One-Shot: A Funny Thing Happened on the Way to Thor’s Hammer… (рус. Marvel уан-шот: Забавная вещь, случившаяся на пути к молоту Тора…), в котором рассказывается, как агент Фил Колсон покидал лабораторию Тони Старка в конце фильма «Железный человек 2» и отправлялся в Нью-Мексико на место падения молота.

### Награды и номинации
| Награды и номинации | Награды и номинации                         | Награды и номинации                                                   | Награды и номинации                                        | Награды и номинации | Награды и номинации |
| Год                 | Награда                                     | Категория                                                             | Номинант                                                   | Результат           | Приме- чание        |
| ------------------- | ------------------------------------------- | --------------------------------------------------------------------- | ---------------------------------------------------------- | ------------------- | ------------------- |
| 2011                | Teen Choice Awards                          | Choice Movie: Лучший фильм                                            | «Первый мститель»                                          | Номинация           | [ 148 ]             |
| 2011                | Teen Choice Awards                          | Choice Movie: Лучший актёр                                            | Крис Эванс                                                 | Номинация           | [ 148 ]             |
| 2011                | Scream Awards                               | The Ultimate Scream                                                   | «Первый мститель»                                          | Номинация           | [ 149 ] [ 150 ]     |
| 2011                | Scream Awards                               | Лучший научно-фантастический фильм                                    | «Первый мститель»                                          | Номинация           | [ 149 ] [ 150 ]     |
| 2011                | Scream Awards                               | Лучшая актриса в научно-фантастическом фильме                         | Хейли Этвелл                                               | Номинация           | [ 149 ] [ 150 ]     |
| 2011                | Scream Awards                               | Лучший актёр в научно-фантастическом фильме                           | Крис Эванс                                                 | Номинация           | [ 149 ] [ 150 ]     |
| 2011                | Scream Awards                               | Лучший злодей                                                         | Хьюго Уивинг (Красный Череп)                               | Номинация           | [ 149 ] [ 150 ]     |
| 2011                | Scream Awards                               | Лучший супергерой                                                     | Крис Эванс (Капитан Америка)                               | Победа              | [ 149 ] [ 150 ]     |
| 2011                | Scream Awards                               | Лучший актёр второго плана                                            | Томми Ли Джонс                                             | Номинация           | [ 149 ] [ 150 ]     |
| 2011                | Scream Awards                               | Прорыв года — актриса                                                 | Хейли Этвелл                                               | Номинация           | [ 149 ] [ 150 ]     |
| 2011                | Scream Awards                               | Лучшая драка                                                          | Финальная сцена: Капитан Америка против Красного Черепа    | Номинация           | [ 149 ] [ 150 ]     |
| 2011                | Scream Awards                               | Лучший фильм в 3D                                                     | «Первый мститель»                                          | Номинация           | [ 149 ] [ 150 ]     |
| 2011                | Scream Awards                               | Лучшая комикс-экранизация                                             | «Первый мститель»                                          | Номинация           | [ 149 ] [ 150 ]     |
| 2012                | Выбор народа                                | Лучший киногерой                                                      | Крис Эванс (Капитан Америка)                               | Номинация           |                     |
| 2012                | Американское сообщество визуальных эффектов | Лучшие спецэффекты в основанном на спецэффектах художественном фильме | Чарли Ноубл, Марк Сопер, Кристофер Таунсенд, Эдсон Уильямс | Номинация           | [ 151 ]             |
| 2012                | Американское сообщество визуальных эффектов | Лучшая композиция в художественном фильме                             | Кейси Аллен, Трент Клаус, Брайан Хажек, Клифф Уэлш         | Победа              | [ 151 ]             |
| 2012                | Сатурн                                      |                                                                       |                                                            |                     |                     |
| 2012                | Лучший научно-фантастический фильм          | «Первый мститель»                                                     | Номинация                                                  | [ 152 ]             |                     |
| 2012                | лучший киноактёр                            | Крис Эванс                                                            | Номинация                                                  | [ 152 ]             |                     |
| 2012                | Лучший киноактёр второго плана              | Стэнли Туччи                                                          | Номинация                                                  | [ 152 ]             |                     |
| 2012                | Лучшая музыка                               | Алан Сильвестри                                                       | Номинация                                                  | [ 152 ]             |                     |
| 2012                | Лучшая работа художника-постановщика        | Рик Хайнрихс                                                          | Номинация                                                  | [ 152 ]             |                     |
| 2012                | Лучшие костюмы                              | Анна Б. Шеппард                                                       | Номинация                                                  | [ 152 ]             |                     |
| 2012                | Лучшие спецэффекты                          | Марк Сопер, Кристофер Таунсенд, Пол Корбоулд                          | Номинация                                                  | [ 152 ]             |                     |
| 2012                | Empire Awards                               | Лучший научно-фантастический или фэнтези-фильм                        | «Первый мститель»                                          | Номинация           | [ 153 ]             |
| 2012                | Хьюго                                       | Лучшая постановка, крупная форма                                      | «Первый мститель»                                          | Номинация           | [ 154 ]             |
| 2012                | Гильдия художников-постановщиков            | Лучшая в художественная постановка (фантастика)                       | Рик Хайнрикс                                               | Номинация           | [ 155 ]             |
| 2012                | PFCS Award                                  | Лучшая оригинальная композиция                                        | «Star Spangled Man», Алан Менкель, Дэвид Зиппель           | Номинация           |                     |
| 2012                | Американская ассоциация писателей-фантастов | Премия Рэя Брэдбери                                                   | «Первый мститель»                                          | Номинация           | [ 156 ]             |

## Влияние
26 июля 2011 года (за 2 дня до выхода фильма в российский прокат) в Москве появились плакаты, в которых фигурировал тогдашний президент РФ Дмитрий Медведев. На них он был изображён в образе Капитана Америки, а внизу была подпись: «Капитан Россия. Первый властитель». Городские службы вскоре убрали эти изображения.

## Связь с другими произведениями
- Городок Тёнсберг, куда Красный Череп вторгается для захвата Тессаракта, был показан в фильме «Тор» как место битвы асов с ётунами[158].
- Красный Череп утверждает, что магия — это только продукты непознанной науки. Эта концепция была одной из тем в фильме «Тор» и также напоминает знаменитый третий закон писателя-фантаста Артура Кларка: «Любая достаточно развитая технология неотличима от магии»[158].
- В фильме несколько раз намекается на художественные способности Стива Роджерса. В комиксах он некоторое время работал художником[158].
- Появление Говарда Старка на выставке будущего во многом напоминает появление на аналогичной выставке Тони Старка в «Железном человеке 2». Сходны и манеры их поведения[158].
- На выставке показан стенд со стеклянной колбой, в которой находится одетый в красное манекен, надпись под ней гласит: «Доктор Финеас Хортон представляет синтетического человека». Это отсылка к оригинальному Человеку-факелу, который был андроидом и союзником Капитана Америки. Из-за ошибки его создателя доктора Финеаса Хортона Факел загорался на воздухе, из-за чего доктор хранил его в подобной колбе[158].
- В сцене первого появления доктора Зола его лицо показано на телеэкране, это отсылка к тому, что в комиксах после войны Зола перенёс свой разум в тело робота, в туловище которого был монитор, показывающий изображение лица злодея[158].
- Кандидаты на роль Капитана Америки тренируются в лагере Лихай. В комиксах Стив Роджерс дислоцировался в форте Лихай до начала войны[158].
- Когда Стив проходит подготовку в Лихай, на нём футболка с эмблемой Стратегического Научного Резерва, тайной организации курирующей проект по созданию суперсолдата. Эта эмблема похожа на эмблему Щ. И. Т., в который разовьётся Стратегический Научный Резерв, согласно удалённой сцене[158].
- Версия происхождения Красного Черепа как первого эксперимента по созданию суперсолдата взята из фильма «Капитан Америка» 1990 года[158].
- Сыворотка суперсолдата синего цвета. Это впервые было показано в фильме «Невероятный Халк», режиссёр которого, Луи Летерье, сообщил, что этот цвет был выбран из-за того, что преобладает в костюме Капитана Америки и ассоциируется с ним[158][159].
- Сцена, в которой Стив защищается от хулигана крышкой от мусорного бака, и эпизод, в котором он использует дверь от такси с рисунком звезды, намекают на щит Капитана Америки[158].
- Костюм и щит, которые первоначально использует Капитан, аналогичны таковым в первых комиксах о герое. А костюм, используемый им во время спасательной операции, напоминает костюм, который носил герой в Ultimate-комиксах во времена Второй мировой[158].
- Кампания по продаже военных облигаций, в которой участвует Роджерс, является намёком на то, что комиксы военного времени о Капитане Америки содержали рекламу военных облигаций[158].
- В своих выступлениях Капитан Америка бьёт Гитлера в лицо кулаком. Это отсылка к знаменитой обложке комикса Captain America Comics #1[158].
- Группа Стива представляет собой смесь команды супергероев «Захватчики» (Сам Капитан, Баки, Юнион Джек) и Ревущих коммандос Ника Фьюри (Дум-Дум Даган, Жак Дернир, Джим Морита, Гейб Джонс)[158].
- Эффекты, которые происходят в сцене неудачного использования Красным Черепом Тессеракта, похожи на эффекты пространственной деформации при использовании радужного моста в «Торе»[158].
- Тони Старк, он же Железный человек, был создан Стэном Ли под впечатлением от изобретателя и миллиардера Говарда Хьюза. В этом фильме Говард Старк сильно напоминает Хьюза по внешнему виду и поведению[160].

## Сиквел
«Первый мститель» стал последним фильмом перед «Мстителями», который объединил в себе персонажей сразу пяти фильмов: «Невероятный Халк», двух фильмов «Железный человек», а также «Тор» и «Первый мститель».
В апреле 2011 года Кевин Файги заявил, что после «Мстителей» «Капитан Америка продолжит изучать современный мир в своём новом фильме», а в том же месяце сценаристы Стивен Макфили и Кристофер Маркус сообщили, что начали работу над сценарием продолжения фильма для Marvel Studios. В интервью в июне 2011 года, дуэт рассказал о том, что действие фильма будет происходить в современное время, однако возможны флешбэки во времена Второй мировой. Джо Джонстон рассказал, что в случае, если Marvel предложит ему вернуться в качестве режиссёра сиквела, он хотел бы вписать в сюжет Зимнего солдата, а также заинтересован в том, чтобы в перспективе снять отдельный фильм о Баки и его дальнейшей судьбе.
В августе 2011 года Кристофер Маркус и Стефен Макфили сообщили, что в сиквеле, вероятно, появится Сокол, а действие будет происходить либо в современное время с небольшими отсылками ко Второй мировой войне, либо полностью в 1940-х годах во время трёхлетнего периода, описываемого в первом фильме. Также создатели думают над вопросом целесообразности введения Шэрон Картер и сюжетной линии их романтических отношений с Капитаном в случае, если событий фильма всё же будут происходить в настоящее время. В сентябре Крис Эванс рассказал, что заключил контракт на съёмки в шести фильмах в роли Стива Роджерса, которые «скорее всего» будут разделены на две трилогии — о Мстителях и о Капитане Америке. Он также добавил, что сиквел не выйдет раньше 2014 года. В октябре оба сценариста сообщили, что в предварительных наработках ориентируются на события «Мстителей» и планку, установленную Джоссом Уидоном, и потому события сиквела, в первую очередь, будут происходить в современное время.
В марте 2012 года Walt Disney Pictures сократили количество потенциальных претендентов на кресло режиссёра до трёх кандидатов: Джордж Нолфи, известный по фильму «Меняющие реальность», Феликс Гэри Грей, известный работой над фильмом «Ограбление по-итальянски» и братьями Энтони и Джо Руссо, известными по телесериалу «Сообщество». 5 апреля 2012 года студия объявила дату релиза сиквела — 4 апреля 2014 года, а ранее актёр Нил Макдонаф сообщил, что съёмки ориентировочно начнутся после съёмок «Тора 2» до конца 2012 года. В июне 2012 года братья Руссо были объявлены режиссёрами сиквела. В июле 2012 года на Comic-Con было объявлено официальное название картины — «Капитан Америка: Зимний солдат». В России фильм получил название «Первый Мститель: Другая война». В нём, помимо прочих, снялся Сэмюэль Л. Джексон в роли Ника Фьюри, а также актёр Энтони Маки, который сыграл Сокола.